# Driver (rappeur)
Pour les articles homonymes, voir Driver.
Driver, de son vrai nom Frédéric Dingong Eboa Tocko, né le 16 juillet 1976 à Sarcelles, dans le Val-d'Oise, est un rappeur et podcasteur français. Il accède à la notoriété en 1998, avec sa chanson Aie Aie Aie (le petit doigt en l'air), issue de l'album Le grand schelem (Polygram).

## Biographie
Driver est né en 1976 à Sarcelles, dans le Val-d'Oise, d'une famille d'origine camerounaise, ville notamment connue dans le rap français grâce au Ministère A.M.E.R..
Il accède à la notoriété en 1998, avec sa chanson Aie Aie Aie (le petit doigt en l'air), issue de l'album Le grand schelem (Polygram). Pour RFI Musique, Driver « peut sans rougir carburer à ces calembours où les litotes jouent aux têtes de linottes, et qui constituaient jusqu'alors un monopole MC solaarisé. Car s'il nous livre un premier album comme Cassius Clay sa première victoire c'est qu'au-delà des gags et des vannes, au-delà de ses petites histoires à la Lucien de Marjorin qui aurait troqué le Perf' pour une panoplie Tommy Badfinger, les séquences de son hip hop roulent sur un son au moins aussi HÉNAURME que....son appétit. »
Driver commence à rapper en classe de 6e, en chroniquant la vie du collège Anatole-France, inspiré par des rappeurs locaux comme Passi, Doc Gynéco et Nèg' Marrons. Lors d'un entretien au Parisien confie « Il y a d'abord eu l'explosion de NTM à Saint-Denis. Tous les jeunes rappeurs d'ici se précipitaient là-bas. Puis la naissance à Sarcelles, dans les années 1995, du Secteur Ä, l'incontournable label du Ministère Amer, a suscité d'innombrables vocations chez les jeunes. Tout le monde voulait y signer ! La disparition de ses locaux des Flanades, en 2002-2003, a créé un vide incommensurable. »
Driver est un activiste du hip-hop, devenant jury régulier des battles a cappella aux Rap Contenders.
Connu pour ses histoires et ses anecdotes, il anime sur OKLM Radio, puis sur Youtube, l'émission Roule avec Driver où il raconte la vie de grands rappeurs et de grandes maisons de disque.
Depuis juin 2020, Driver présente le podcast Featuring.
Driver préside également La Récré, où il organise des débats centrés sur le monde du rap où des chroniqueurs du monde du rap, notamment de médias, reçoivent une ou plusieurs personnalités en lien avec le thème abordé.

## Style musical
Ses chansons sont généralement pleines d'humour et truffées de références. Rappeur définitivement atypique, ses featurings sont variés, voire surprenants : Julia Channel, Dolly Golden, Sophie Favier, Rohff, Diam's, Manu Dibango, Kery James, Lunatic, Mister You, Boyz II Men, Sages Poètes de la Rue, Sunz of Man, et Les X.

## Discographie

### Albums studio
- 1998 : Le grand schelem
- 2002 : Swing Popotin
- 2010 : L'architecte
- 2014 : Fuego : Self Control
- 2015 : Go Fast ! (EP)
- 2017 : Maintenant J'suis Chaud (EP)
- 2022 : Pour Toujours (EP)
- 2023 : Congés Payés (EP) (avec Le A (Aelpéacha))

### Mixtapes
- 2010 : Liberez Driver[6]
- 2010 : Tu Roules Avec Qui ? (Atlanta Edition)
- 2011 : Tu Roules Avec Qui ? (West Coast Edition)
- 2011 : Tu Roules Avec Qui ? (East Coast Edition)
- 2012 : Reggaeton System

### Compilation
- 2008 : Self Defense

### Apparitions
- 1994
  - Driver - Roule avec Driver, sur la mixtape Ça se passe comme ça de Moda & Dan
  - Dany Dan feat. Moda & Driver - Les Negs de la peg, sur la compilation Sortir du tunnel
  - Driver feat. Vibes - Ce qu'il te faut, sur la compilation Sortir du tunnel
- 1995
  - Lunatic feat. East, Driver, Dany Dan & Zoxea - Freestyle, sur la mixtape #13 (Spécial Lunatic) de Cut Killer
  - Booba feat. Driver - Check le micro, sur la mixtape #13 (Spécial Lunatic) de Cut Killer
  - EspriTrankil feat. Driver et Epylog - La Bombe Son, sur la compilation L'art D'utiliser son savoir
- 1997
  - Mysta.D feat. 113, Abuz, Bams, Barbara, Don Bardon, Driver, Jack S, Kery James, Les Spécialistes, L'Skadrille, Le T.I.N., Nysay, Omar, Oxmo Puccino, Rohff, Sam, Seul 2 Seul, Sortis 2 L'Ombre & Stor.K - Descente massive, sur l'EP L'invincible armada : 1er assaut de Mysta.D
  - Les Rongeurs feat. Lt Malo, Kybla et Driver - Que deviendront t'ils?, sur la compilation Nord vs Sud
  - Driver - Appel à toutes les unités, sur la compilation Police
  - Driver feat. Mama G et Diez - Les femmes d'aujourd'hui, sur la compilation Hip hop vibes, vol. 3
  - Agression Verbale feat. Driver - Illusions, sur la compilation Nouvelle Donne
  - Boyz II Men feat. Driver - Can't let her go (Remix), sur l'album Evolution des Boys II Men
  - Dany Dan & Driver - Freestyle, sur la mixtape Dontcha Flex vol.3 de Dontcha Flex
  - Driver - Free Style sur la mixtape Vol. 6 - 100% R'n'B de DJ Kost
  - Driver - Freestyle, sur la mixtape What's the flavor 25 de DJ Poska
- 1998
  - Aktivist feat. Driver, M'Widi & Solo - Confonds pas, sur la mixtape Stereotape d'Aktivist
  - Alias LJ feat. Driver - Star du chaud biz, sur l'album Alias LJ d'Alias LJ
  - Bambi Cruz feat. Ménélik, Philly, Kaysha, Manifeste, Shakim, MC Solaar, Puzzle, 9Respect & Driver - 8 mesures pour 12 types, sur l'album Ouvre les yeux de Bambi Cruz
  - DJ Nasser feat. Driver - Inspecteur Nasser, sur la mixtape Le diamant est éternel de Dee Nasty
  - Driver - Prends ça dans ta bouche sur la mixtape Cut Killer Freestyle 2 Banlieues
  - KDD feat. Driver & Joana Varela - Une femme tue un soldat, sur l'album Résurrection de KDD
- 1999
  - Club Splifton feat. Driver - La grosse bouffe, sur l'album Embauche pour la débauche du Club Splifton
  - Diam's feat. Driver - Drôle de Bizz, sur l'album Premier Mandat de Diam's
  - DJ Swift feat. Driver - Funky outro, sur la mixtape Hip Hop is dying slowly de DJ Swift
  - Driver & Matt - Freestyle, sur la compilation Original Bombattak Vol.1
  - Driver & Deze - Untitled, sur la mixtape Sang D'encre de Jean Pierre Seck
  - Driver & Afrodiziak - Freestyle, sur la compilation Original Bombattak Vol.1
  - Niro, Abou, Prodige Namor, Don Choa, Driver, Mystik, Endo, H20, Le Rat Luciano, Yazid, Menzo, L'Âme du Razwar, Dadoo, Eben, Sako, Akhenaton, Vestat, Insomniak, Ménélik, SoldaFada, Diesel & Sinistre - 16'30 contre la censure
  - Driver - Appelle La Sécurité, sur la mixtape La Tourmante
- 2000
  - Bounce feat. BLX, Crapul, Driver, Helias, Leechar, Milfa7, N.Zo, Odas, Otaku, Pitchou, Steack Pach & Vers - Freestyle Reusta, sur l'EP Sortis 2 nulle part de Bounce
  - Aelpéacha feat. Driver, GG & Pat - Je serrais pas loin, sur l'album Je reste local d'Aelpéacha
  - X Men & Driver - Freestyle, sur la mixtape Freestyles Volume 1 de Geraldo
  - Daoud MC feat. Driver - On fout la merde en soirée, sur l'EP On fout la merde en soirée de Daoud MC
  - X Men feat. Driver - On s'occupe de tout, sur la compilation Menace 2000
  - Rodney Kendrick feat. Daddy Rose, Driver, El Shabar & Prodigal Son - Freedom Fighter, sur l'album No Dress Code de Rodney Kendrick
  - Southcide 13 feat. Driver & Charles - Tell me it's me you want, sur l'album Album de famille de Southcide 13
- 2001
  - Driver - Freestyle, sur la mixtape Tous pourris
  - Driver & En 3 Actes - Chez Ta Mère, sur la mixtape Label Rouge Volume 1
- 2002
  - Enigmatik feat. Driver - La bourgeoise et le banlieusard, sur l'EP Ce que nous sommes d'Enigmatik
  - Driver feat. Rapp Dezé - Rebondi, sur la compilation West Rider Vol.1
  - Driver - Gourmandise: Toujours Plus, Plus, Plus..., sur la compilation Seven - 7 Péchés Capitaux
- 2003
  - CSRD feat. Driver - La rue est à nous, sur l'album D.U.R de CSRD
  - Driver - Freestyle 13, sur la mixtape Neochrome Vol.2 du label Neochrome
  - Jamadom feat. Driver - Hip Hop sound system, sur l'album Double Impact de Jamadom
  - Driver feat. Marie Lou - Choc, sur la compilation Four West Indies
  - Tinot Vendetta feat. Les 2 Doigts, Driver & Alibi Montana - L'union fait la force III, sur l'album À l'ombre de la haine de Tinot Vendetta
- 2004
  - 4.21 feat. Driver - Sourit, sur l'album 4.21 de 4.21
  - Aelpéacha feat. OG Kim & Driver - Splifton-Southcide-Sarcelles Fonk, sur l'album J'arrive jamais d'Aelpéacha
  - Driver - Inedit, sur la compilation Le Journal du 20
  - Driver feat. Disiz La Peste & Bizon - Freestyle, sur la mixtape Hard Bling Dinamite
  - Daoud MC feat. Driver - Mon pote..., sur l'album 25 de Daoud MC
  - Seno feat. Driver - Même les anges pleurent, sur l'album Même les anges pleurent de Seno
- 2005
  - Eskadron feat. Driver - Ruelle à double tranchant, sur le street album Top départ d'Eskadron
  - Aelpèacha feat. OGK et Driver - SSS Fonk, sur la compilation West Rider - Album Pirate
  - Driver feat. XL Middleton - Coast To Coast (De Paname A Cali), sur la compilation West Rider 2
- 2006
  - Aelpéacha feat. Driver, MSJ et Pimp Psy - On la donne avec le cœur, sur la compilation Lâche 7 merde d'Aelpéacha
  - Denise Sauron feat. Driver - Yafoye
  - Driver - Viens boire un verre, sur la compilation Lâche 7 merde d'Aelpéacha
  - Jalal El Hamdaoui feat. Driver - N'zour nabra, sur l'album Zineb de Jalal El Hamdaoui
- 2007
  - Aelpéacha feat. MSJ, Driver & Négresse Pat - On la donne avec le cœur, sur l'album J'arrive classique d'Aelpéacha
  - Aelpéacha feat. Black Pimp Thomas, Driver & Myssa - S-Ketulassan, sur l'album Val II Marne Rider d'Aelpéacha
  - Aelpéacha feat. Driver, J'L'Tismé & Taro OG - Rider c'est pas facile (2e difficulté), sur l'album Val II Marne Rider d'Aelpéacha
  - Driver - Gogo, sur la compilation Get on the floor
  - Driver feat. Saloon & Karl The Voice - Juste des gosses, sur la compilation Opinion sur rue Vol.3
  - Driver - Freestyle Rose, sur la mixtape Le volume rose d'Artesic
  - Driver - No Title sur la mixtape 9.4 400 A Visage Découvert
  - Kizito feat. Balistik, Black M, Driver, Grödash, Murder, Nino Black, Poison, Rubens, Seven, Sultan, Treyz l'Affreux & Unité 2 Feu - Touch it, sur le street album Fallait pas me chercher de Kizito
  - Labo feat. Driver - On connaît tout l'monde, sur la mixtape Street Skeud Vol.1 de Labo
  - Mister You feat. Driver - Tuez les, sur la mixtape Cocktail de rue de Mister You
- 2008
  - Aelpéacha feat. Driver - Comme les riders le font, sur la mixtape Pèlerinage Mixtape d'Aelpéacha
  - Aelpéacha feat. Driver, SOB & MSJ - Façon California, sur l'album Le Pèlerinage d'Aelpéacha
  - D.Dy & Driver - Tu te crois chez ta mère ?, sur la compilation 92100% Hip Hop Vol.4
  - Lord Kox feat. Driver & Felina - Speedlove, sur l'album Rap délinquant de Lord Kox
  - MSJ feat. Driver, Le Foulala & Topaz - Moi et ma bite, sur la mixtape Céliba'tape 0.77 de MSJ
  - Southcide 13 feat. Driver, Pimpsi & Marsha Kate - Un jour meilleur, sur l'album Du berceau au tombeau de Southcide 13
- 2009
  - Aelpéacha & MSJ feat. Black Pimp Thomas & Driver - Tu vas marcher, sur l'album Le Lubrifiant d'Aelpéacha & MSJ
  - Driver - Be da boss, sur la compilation Bounce & Love
  - Driver - Le bitume s'exprime, sur la mixtape Jamson Mixtape Vol.1 de Jamson
  - Driver - La lumière est éteinte, sur la compilation Chargé du Studio Delaplage
  - Driver feat. D.Dy, MSJ & Felina - Le savoir faire, sur la compilation Chargé du Studio Delaplage
  - Driver - Quoi d'9 négro, sur la compilation Chargé du Studio Delaplage
  - Gaïden feat. Edson Nessee, Owrys & Driver - Lâche-moi, sur la mixtape Dinologie Vol.2 de Gaïden
  - Réservoir Dogues feat. Driver - Tu vis, tu vois, tu veux, sur l'album Tu vis, tu vois, tu veux de Réservoir Dogues
- 2010
  - Ace Drony, Bram, Bridjo Mike, Cezam, Desi, Dimestel, Driver, Drix-Stone, Kody Criminel, M Raws, MAST, Maze N Igmatik, Mista, playcos, Psmaker, Stereo Blackstarr, T1000, Vrl & Zicocap - Sarcelles (version longue), sur la compilation Sous-estimé/Mieux organisé de DJ Facks
  - Artik feat. Driver - Fais le max, sur la mixtape Soyez sympas, téléchargez d'Artik
  - Black Kent feat. Driver & Matt - French Kiss, sur l'album Yes I Kent de Black Kent
  - SMS Click feat. Driver, Narcisse, Le Sphinx, Star Lui-Même & Yat Fu - L'artillerie lourde, sur la mixtape Vision du rap de SMS Click
  - Farhad feat. Driver - L'amour c'est pas facile, sur la mixtape À chœur ouvert de Farhad
  - Papillon Bandana feat. Driver - Bizness, sur l'EP Que du bénèf de Papillon Bandana
  - Moon Da Talkboxer feat. Driver - Summertime, sur l'album Welcome to my house de Moon Da Talkboxer
- 2011
  - Aelpéacha feat. Driver, Le Foulala & MSJ - Dans la caisse, sur l'album Les années peace d'Aelpéacha
  - Papillon Bandana feat. Bad Azz & Driver - Ligne de conduite, sur l'album Choc Thermique de Papillon Bandana
  - Mac Dal feat. Driver - Pour l'amour de la musique, sur l'album Macrologie de Mac Dal
  - Taïpan feat. Bolingo & Driver - Le jour du Seigneur, sur le maxi Makkake de Taïpan
- 2012
  - A2H feat. Driver - Par amour, sur l'album Bipolaire d'A2H
  - A2H & Xanax feat. Driver - Pornostar, sur l'EP Tel père, tel fils d'A2H & Xanax
  - Artik feat. Driver - Warning, sur la mixtape Soyez sympas, téléchargez 2 d'Artik
  - Kilroy feat. Driver - Le Karma, sur l'EP Le 5ème soleil EP de Kilroy
  - DJ Weedim feat. Driver, Kilroy & Nathy B.O.S.S - KFC, sur la mixtape Smokin' Dubz Vol.1 de DJ Weedim
- 2013
  - Aelpéacha & A2H feat. Driver - Mec 2 Base, sur l'album Studio Liqueur d'Aelpéacha & A2H
  - Aelpéacha & A2H feat. B.E.Double S, Driver, Or!jnal & Ryu MC - Zig Zag, sur l'album Studio Liqueur d'Aelpéacha & A2H
  - Diomay feat. Driver, Kefyr, Killah Kaf, Medric, Stanza, Stelio, Willow Amsgood & Wira - Est-ce que je dois en faire autant (Remix), sur la mixtape Vintape #1 de Diomay
  - Jade feat. Driver - Bébé (Remix), sur le maxi Bébé (Remix) de Jade
  - Liffting feat. Driver - Rock stars, sur la mixtape L'effet Liffting Vol.2 de Liffting
  - Liffting feat. Driver - Flingue sur la tempe, sur la mixtape L'effet Liffting Vol.2 de Liffting
  - La Crumkmitane feat. Driver - Candy Man sur la mixtape Fist F.U.C.King
  - Tifayne feat. Driver - Just listen, sur l'album Healed de Tifayne
- 2014
  - 1surG feat. Driver - La télévision, sur l'album Insurgés d'1surG
  - Aelpéacha feat. Driver - Cette chose, sur l'album STC à vie d'Aelpéacha
  - Desty Corleone feat. Driver - La rue est à nous, sur l'album Doberman croisé pit de Desty Corleone
  - Diomay feat. Driver - Tchiki O'diteur, sur l'album Le gaucher de Diomay
- 2015
  - Lentiss feat. Driver - À la base, sur la mixtape Sur la route de Lentiss
  - NTMY feat. Aelpéacha & Driver - Chillmatic 2.0, sur la mixtape Chillmatic 2 de NTMY
  - ORI feat. A2H, Aelpéacha, Driver, Miss & MSJ - Down avec le O.R (Remixxx), sur le maxi Down avec le O.R (Remixxx) d'ORI
  - Driver - Freestyle Hostile sur la compilation Horrible Chicotage Vol.1 de Ker
  - Rvnhd feat. Benj, Kostan & Driver - Everybody knows, sur la compilation Higher Tape Vol.1
  - Tucco feat. Driver, Le Crunkmitaine, Rekta & Cesar Dias Marques - Chacun sa ride, sur la mixtape Fajitas & pétasses de Tucco
  - Veerus feat. Driver et Taïpan - On roule, sur l'EP Visions de Veerus
- 2016
  - Rekta feat. Chuuch, Driver & Smokey Lane - Get money, sur l'album Marche ou crève de Rekta
  - Le Crunk feat. Driver, Jawel D Roc & Dj Eazy K - Frenchies (Always Into Something remix) , sur le EP de La Crunk
  - Driver feat. Matt Houston - Ma Voisine sur la compilation Canicule 2.0 de Matt Houston
  - Farhad feat. Driver & Faf Larage - Ici et Maintenant
- 2017
  - Driver - Parce que j'étais def, sur la compilation Remix & Inédits d'Aelpéacha
  - Driver - 12 verres (Deeez Nuuuts Remix), sur la compilation Remix & Inédits d'Aelpéacha
  - Driver - Intro, sur la compilation Satori
  - Southcide 13 feat. Driver - Tell me, sur la mixtape Il était une fois le Southcide de Southcide 13
- 2018
  - Este Fania feat. Driver - Não Tenhas Dúvida, sur l'album Rosa Roja d'Este Fania
  - Mai Kash feat. Doll-E Girl, Ghetto Twiinz, Chino Brown, Papillon Bandana & Driver - Intro, sur l'album Westilo Vida de Mai Kash
  - ORI feat. Aelpéacha & Driver - Pimp Slap, sur la mixtape Down avec le O.R Vol.1 d'ORI
  - Rimcash feat. Driver & Didaï - Tchin-tchin, sur l'EP Rimcash DOnuts de Rimcash
  - Driver - Shym sur la compilation War For Peace de Boudj
  - Wacko feat. Driver, Sobre & Nix - A2 Doigts (Remix)
  - Yannick Chris feat. Driver - Reset, sur l'EP Vibe de Yannick Chris
- 2019
  - Emodi feat. Driver - Zezemot
  - Diddi Trix feat. Driver - J'traîne et jm'enfume, sur l'EP cartel de bondy de Diddi Trix
- 2020
  - Driver - Ca Glisse sur la mixtape C2 La Balle de Ziko
  - Shone feat. Bs Adebisi, Monseigneur Mike & Driver - Light
  - Kybla feat. Driver - Pour ta voiture 2.0
- 2022 
  - Misère Record feat. Driver, Templar & Latouba - Boîte de Pandore
  - Carson feat. Driver - Roule avec nous, sur la mixtape Falconia III de Carson
  - ORI feat. Moun KPP & Driver - Crapsmob - Mets les gaz
  - Skepter feat. S2calist & Driver   - Dubai
  - Driver feat. La Pépite & La miellerie - Intro sur l'album Cités D'or de La Pépite
  - Aelpèacha feat. Driver & Deadi - Fais La Passe, sur la compilation Les Riders Au Ski
- 2023 
  - Moun KPP feat. Driver - Frais
- 2024
  - Tracy De Sá feat. Driver & Su Real - Melocoton, sur l'album III de Tracy De Sá
- 2025
  - Driver feat. Myssa & Amani mdd - Écrire notre histoire, sur la compilation Int Radio
  - RCFA feat. Driver & Eklips - Plus je connais, sur l'album Kisoundi Premier de RCFA

## Filmographie
Sauf indication contraire, les informations mentionnées dans cette section peuvent être confirmées par la base de données cinématographiques IMDb,  présente dans la section « Liens externes ».
- 2012 : Une nuit de Philippe Lefebvre : le videur des 400 Coups
- 2015 : Robin des bois, la véritable histoire d'Anthony Marciano : Blanche-Neige
- 2020 : Validé (série TV) - 1 épisode : MC